# Centruroides ixil
Centruroides ixil es una especie de escorpión del género Centruroides, familia Buthidae. Fue descrita científicamente por Trujillo & Armas en 2016.
Se distribuye por Guatemala. Habita en zonas boscosas húmedas subtropicales.

## Descripción
El macho mide 68,5 milímetros de longitud y la hembra 56,6 milímetros. Los machos tienden a ser más oscuros que las hembras, con algunas partes amarillentas.